# Gheorghe Cantacuzino-Grănicerul
Gheorghe (Zizi) Cantacuzino, supranumit Grănicerul (n. 25 decembrie 1869, Paris, Franța – d. 9 octombrie 1937, București, România) a fost un moșier, general și politician român de extremă dreaptă, președintele oficial al partidului fascist-legionar Totul pentru Țară, o continuare a partidului Garda de Fier dizolvat în 1933, și membru al Senatului legionar.

## Biografie
Zizi Cantacuzino s-a născut la Paris ca fiu al inginerului I. G. Cantacuzino, descendent al  domnitorului Șerban Cantacuzino. A studiat la liceul român din Fontenay-aux-Roses (până în 1881) și la Liceul „Sfântul Gheorghe” (în Franța). În 1883 a intrat la Școala militară din Craiova, iar începând cu 1890 la Școala de infanterie din București.

## Carieră militară
- În 1892 era sublocotenent de vânători.
- În 1910 a fost avansat la gradul de maior și numit șef de cabinet al ministrului de război, Nicolae Filipescu.
- A participat la campania din 1913 și a fost avansat la gradul de locotenent-colonel în 1914.
- La începutul Primului Război Mondial a fost comandant al Regimentului I de grăniceri de la Predeal (de unde și porecla de „Grănicerul”), cu care a ocupat orașul Brașov, una din primele victorii de la începutul războiului. În timpul retragerii trupelor române în fața ofensivei trupelor Puterilor Centrale a participat la luptele de pe Valea Prahovei, din trecătoarea Rucăr-Bran și apoi pe frontul din Munții Argeșului până la Olt. Rănit de un obuz, Cantacuzino a revenit la comanda regimentului după refacere.
- A fost înaintat la gradul de colonel și, ulterior, la cel de general.

A fost decorat cu Ordinul „Mihai Viteazul”, clasa III, pentru modul cum a condus Brigada de Grăniceri în campania anului 1916.
„Pentru bravura și vrednicia arătată pe câmpul de luptă din Carpați.”
Înalt Decret no. 2990 din 1 octombrie 1916:p. 55
- În 1917 a comandat Brigada de grăniceri de la Târgu Ocna și a participat, sub comanda generalului Averescu, la luptele de pe Valea Oituzului asigurând stabilizarea frontului în această regiune. După armistițiu această brigadă de grăniceri a fost deplasată la Iași.
- În decembrie 1918, după semnarea Păcii de la București, a demisionat din armată considerând că tratatul este incompatibil cu onoarea de soldat. A fost trecut în rezervă cu gradul de general.

În 1915 și-a vândut una din moșiile din Vâlcea pentru a cumpăra 15 mitraliere moderne cu care a înzestrat regimentul..
Generalul francez Berthelot, șeful Misiunii militare franceze în timpul Primului Război Mondial, îl caracteriza pe Gheorghe Cantacuzino astfel: „Este un om pe care trebuie să-l închizi în timp de pace și să-l eliberezi în timp de război.”.
În schimb, politicianul Constantin Argetoianu l-a caracterizat caustic: ”Bietul Zizi a fost toată viața lui un caraghios și așa va muri, dar nu pe front ci în patul lui.”

## Carieră civilă
Gheorghe Cantacuzino fost numit administrator al spitalelor civile și a fost ales deputat de Vâlcea din partea Partidului Poporului condus de Mareșalul Averescu (1920) și, ulterior, deputat de Tulcea din partea Partidului Conservator-Progresist (1922 și 1926). În  anul 1930 se înrolează în Mișcarea Legionară și devine membru al Consiliului Politic al Gărzii de Fier. A fost judecat și achitat în 1934, alături de toată conducerea acesteia, în procesul asasinării lui I. G. Duca.
La 10 decembrie 1934 Corneliu Zelea Codreanu îl numește președinte al partidului naționalist Totul pentru Țară, urmașul Gărzii de Fier, după scoaterea în afara legii a acesteia din urmă, conducătorul de fapt fiind Codreanu însuși.
Zizi Cantacuzino a condus grupul de legionari care, în 1936, au plecat să lupte în Războiul Civil Spaniol de partea armatei franchiste. După o scurtă ședere în Spania a revenit în același an în România, pe front rămânând doar restul grupului.
Gheorghe Cantacuzino a fost căsătorit cu Elena Kalinderu și a fost proprietar al imobilului din str. Imprimeriei nr. 3 (ulterior str. Gutenberg). În 1937 a cedat o porțiune din teren pentru construirea sediului partidului Totul pentru Țară, clădire construită prin munca voluntară a legionarilor și cunoscută sub numele de „Casa verde”.
Casa sa, situată într-o zonă protejată, a fost demolată în mai 2010, în ciuda cererii de clasare a imobilului ca monument istoric, ca urmare a disfuncționalităților existente între Direcția de Cultură a municipiului București, Comisia Națională a Monumentelor Istorice, Ministerului Culturii și Prefectură.
Gheorghe Cantacuzino a fost unchiul lui Gheorghe Manu.

## Decorații
- Ordinul „Mihai Viteazul”, clasa III, 1 octombrie 1916[2]:p. 55

## Scrieri
- Organizarea Oștirii (București, 1923)
- Un caz de arivism feroce, Editura Cultura Națională, București, 1924.